# 1981年爱尔兰绝食抗议

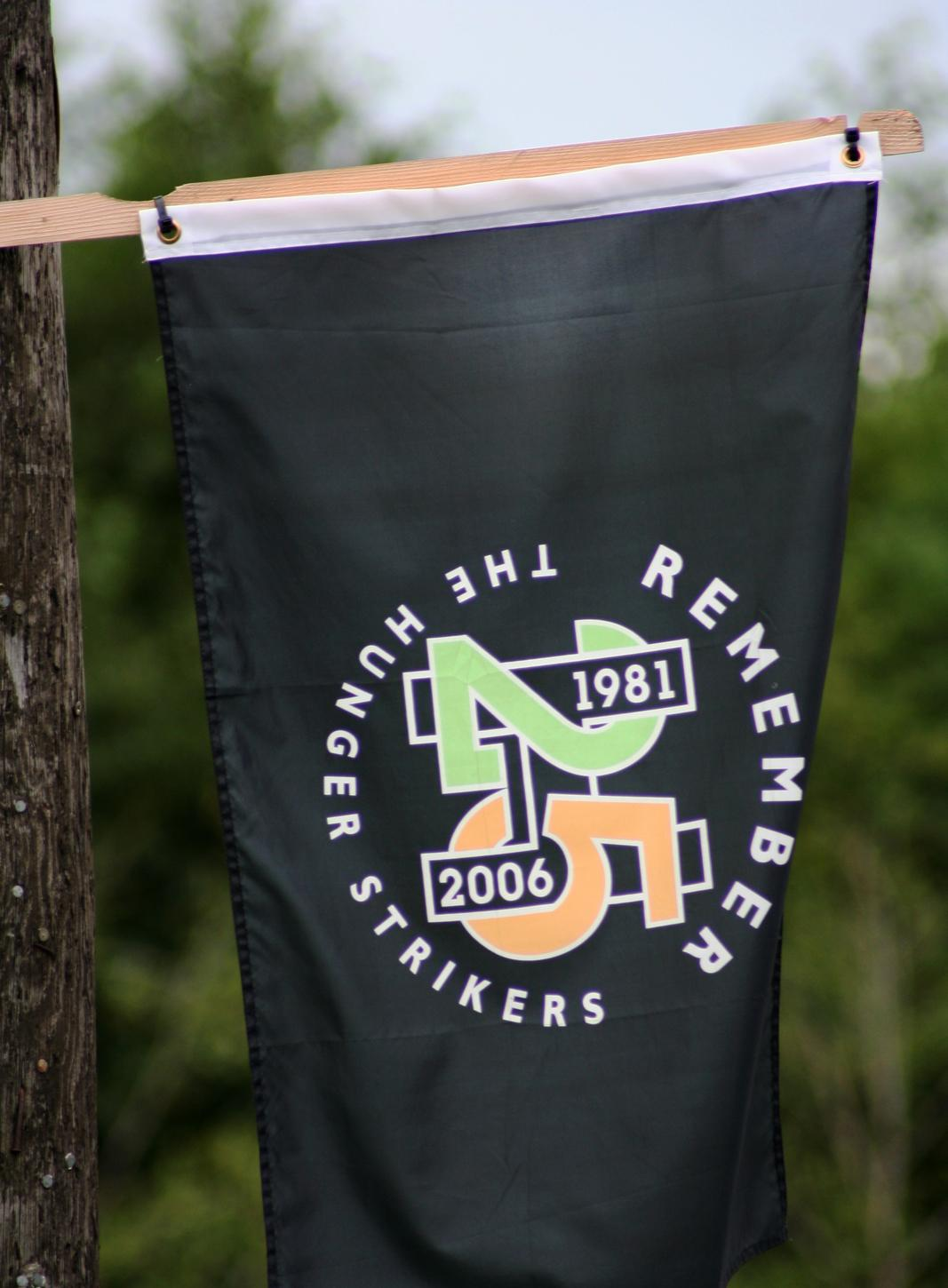
25年紀念時所懸掛的旗幟

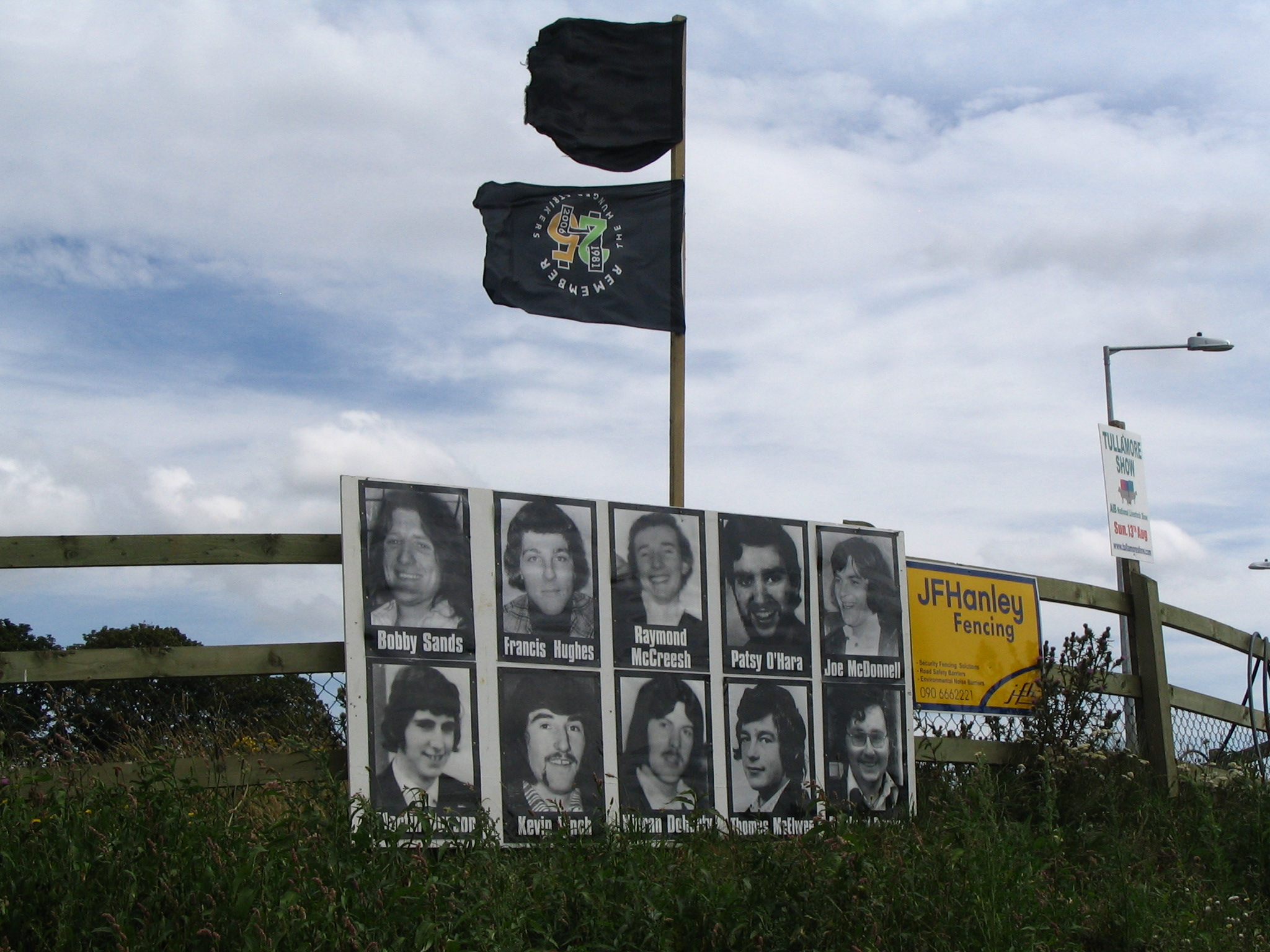

1981年爱尔兰绝食抗议（英語：1981 Irish hunger strike）发生于北爱尔兰问题中，它将一场为期五年的共和派囚犯抗议活动推向顶峰。这一抗议活动始于1976年的毛毯示威（blanket protest），当时英国政府取消了准军事组织囚犯的特殊政治犯地位（Special Category Status）。1978年，在若干离开牢房清理便壶的囚犯受到攻击的事件之后，这一抗议示威升级为秽物示威（dirty protest），囚犯们拒绝清洗，并且在牢房墙壁上涂满排泄物。1980年，七名囚犯参与了持续53天的第一次绝食抗议。
1981年的第二次绝食抗议运动是囚犯同首相玛格丽特·撒切尔夫人的最后摊牌。一名参与绝食的囚犯博比·桑兹在绝食运动期间当选为下院议员，这激起了全世界媒体的兴趣。此次绝食运动在包括博比·桑兹在内的十名囚犯死去之后停止。有100,000人参加了桑兹的葬礼。这一抗议事件使得民族主义更为激进，并促使新芬党成为一个主流政党。

## 背景
自1917年开始就已经出现了爱尔兰共和派的绝食运动，之前已经有12人因此丧生，其中包括托马斯·阿什（Thomas Ashe）、特伦斯·麦克斯温利（Terence MacSwiney）、肖恩·麦考伊（Seán McCaughey）、迈克尔·高根（Michael Gaughan）以及弗兰克·斯塔格（Frank Stagg）。在1971年引入拘禁制度之后，Long Kesh（后来称为梅兹监狱）就以战俘营的方式运作。未加审判的犯人居住在宿舍中，以军事化指挥结构进行操练，使用木枪训练，并举行关于游击战和革命政治的演讲。直到1972年7月，已定罪的囚犯们才获得战俘待遇，当时在资深共和党员比利·麦基（Billy McKee）带领40名临时爱尔兰共和军囚犯进行绝食运动之后，当局引入了特殊类别身份的概念。特殊类别，或者叫政治犯身份，意味着囚犯受到类似战俘的待遇；例如，不必身穿监狱制服，不必参加监狱劳动。1976年，作为“犯罪”政策的一部分，英国政府取消了北爱尔兰准军事组织囚犯的政治犯地位。这一政策并未用于正在服刑的囚犯，但是对1976年3月1日之后宣判的犯人生效。政治犯地位的终结，既是一次宣传打击，同时也严重威胁到狱中准军事组织领导层控制下属的权力。

## 毛毯和秽物示威运动
1976年9月14日，新关押囚犯Kieran Nugent开始发起“毛毯示威”，爱尔兰共和军和爱尔兰国家解放军战俘都拒绝穿上囚服，有些打赤膊有些用监狱里的毛毯改做成衣服。1978年狱警袭击了出牢房“倒尿屎盆”（例如，倒夜壶）的囚犯，这一事件后来升级为一场秽物示威运动，囚犯们不洗澡还把粪便抹在墙上。这些反抗运动都是为了获得政治犯地位，为此他们提出后来为人们所知的“五项要求”。
1. 有权不穿囚服;
2. 有权不做监狱安排的工作；
3. 有权和其他囚犯自由结交，并组织教育和娱乐活动；
4. 有权每周接受一次来访，收一封信和一件包裹；
5. 重新获得因示威活动而丧失的提前释放权。

起初，这场示威并未受到太大关注，即便是爱尔兰共和军也只把它作为武装起义之外的一个小问题。直到罗马天主教阿马教区大主教（Tomás Ó Fiaich）来访这个监狱，并对那里的卫生条件表示斥责之后，人们才开始注意到那里进行的示威运动。1979年，前议员Bernadette McAliskey站在支持反抗囚徒们的立场参与了欧洲议会大选，并在北爱尔兰夺得了5.9%的支持率。而在此之前，新芬党曾呼吁抵制这次选举。不久后，支持者众多的阿马国家监狱委员会（National H-Block/Armagh Committee）成立，委员会坚持“五项要求”，McAliskey为其主要发言人。绝食示威开始前，双方之间互相都进行了一系列暗杀行动。爱尔兰共和军打死数名狱警，而忠诚预备军则打死数名阿马国家监狱委员会的活动分子，在一次试图杀死McAliskey夫妇的行动中，两人都受了重伤。

## 第一次绝食示威
1980年10月27日，梅兹皇家监狱（HM Prison Maze）共和派囚犯发起了一场绝食示威。尽管许多囚犯都志愿参加示威，但只有七人被选出来以达到人数与签订1916复活节共和国宣言的人数一致。这七名参与者包括：爱尔兰共和军成员Brendan Hughes、Raymond McCartney、Tom McFeeley、Sean McKenna和Leo Green，以及爱尔兰国家解放军成员John Nixon。12月1日，阿马女子监狱的三名囚犯也加入了示威，Mairéad Farrell就在其中。随后在梅兹皇家监狱几十名囚犯又掀起了另外一场短暂的绝食示威。在爱尔兰共和军领导者与英国政府之间这场勇气与气魄的战斗中，McKenna一直在死亡边缘徘徊，时而昏迷时而清醒，而同时政府也展现出对“五项要求”实质内容做让步的姿态，出台了一份30页文件，详细列出了解决方案。所以当这一文件还在传至贝尔法斯特途中时，Hughes就决定结束示威以挽救MacKenna的性命，这时是12月18日，示威第53天。

## 第二次绝食示威
1981年1月，囚犯们要求得到的权力已成泡影。监狱又开始发给囚犯官方订制的衣物，但是囚犯们要求穿自备的衣物。2月4日，囚犯们发布了一条声明称英国政府没能解决危机，并表达了“再次进行绝食示威”的意向。第二次绝食示威始于3月1日，被囚禁的爱尔兰共和军前指挥司令桑兹开始绝食。与第一次绝食示威时不同，这次囚犯们一个接着一个加入，中间会有间隔时间。这样做他们认为可以带来广大群众的最大支持，从而给首相玛格莱特·撒切尔夫人施加最大的压力。
共和派的这些运动起初难以为为第二次绝食示威发动很多群众支持。在桑兹发动示威的前一个周日，只有3500人在西贝尔法斯特游行，而四个月之前的第一次示威则有一万人之众。不过示威进行到第五天时，独立共和党Fermanagh and South Tyrone议员Frank Maguire去世，产生空缺需举行递补选举。在民主主义者和共和主义者之间存在谁应该参加竞选的争论：社会民主劳动党的Austin Currie、Bernadette McAliskey和Maguire的兄弟Noel都想参加。经过磋商，并且考虑到Noel Maguire会冒很大风险，他们都同意不参选，以免分散选票，由桑兹作为反抗监狱候选人与北爱尔兰统一党候选人Harry West竞选。在一高调选举战后，大选于4月9日举行，桑兹以30492票击败West的29046票进入英国众议院。
桑兹的成功当选增加了人们对借助谈判达成解决方案的信心。但是撒切尔夫人坚决拒绝向绝食者让步。她表示“我们不准备为正在服刑的某群人考虑特殊类别的地位。犯罪就是犯罪，这与政治无关。”世界媒体纷纷造访贝尔法斯特，一些调解人拜访桑兹，试图通过谈判结束绝食，他们包括艾蒙·德·瓦莱拉（Éamon de Valera）的孙女西莱·德·瓦莱拉（Síle de Valera），教皇约翰·保罗二世（John Paul II）的私人特使约翰·马吉（John Magee），以及欧洲人权委员会的官员。
桑兹快死时，政府的立场依旧没有动摇，北爱尔兰事务大臣汉弗莱·阿特金斯（Humphrey Atkins）表示“如果桑兹坚持其自杀的意愿，那是他的选择。英国政府不会强行对他实施医疗救治。”5月5日，在绝食66天后桑兹死于监狱医院，他的死在北爱尔兰爱国区域激起暴动。
汉弗莱·阿特金斯发表声明称桑兹的自杀“出于某些人对他的启示，即他的死对他们的事业有益。”他的葬礼按照爱尔兰共和国最高军事荣誉进行，葬礼路线两侧排满了超过十万人。撒切尔夫人对他的死并未表示遗憾，她告诉下议院“桑兹是一名罪犯。他选择结束自己的生命。而这种选择，他所在的组织并没有给予被他们杀害的人。”
在桑兹死后两周内，又有三名绝食者去世。弗朗西斯·休斯（Francis Hughes）于5月12日去世，导致北爱尔兰爱国区域再次暴动，尤其是在德里和贝尔法斯特。在5月21日雷蒙德·麦克里什（Raymond McCreesh）和帕齐·奥哈拉（Patsy O’Hara）死后，当时的爱尔兰大主教Tomás Ó Fiaich指责英国政府对绝食事件的处理方式。但是，撒切尔夫人拒绝谈判以达成解决方案，在五月下旬出访贝尔法斯特期间，她称“面对他们声名狼藉的事业的失败，这些暴力分子在近几个月选择出所谓的最后一招。”
九名绝食抗议的罪犯参选六月在爱尔兰共和国的选举。基兰·多尔蒂（Kieran Doherty）和帕蒂·阿格纽（Paddy Agnew）(非绝食抗议者)分别参选在卡文·莫纳汉和劳斯的地方选举。乔·麦克唐纳（Joe McDonnell）以细微差距落选斯莱戈·利特里姆地区。同一时间在北爱尔兰也有几场地方大选。虽然新芬党没有参选，但是部分支持绝食抗议的小团体和无党派议员赢得了几场胜利。比如爱尔兰独立党赢得二十一个席位，而爱尔兰共和社会党（爱尔兰民族解放军的政治羽翼）和人民民主党（一个托洛茨基组织）各自赢得两个席位。还有一些非绝食抗议的无党派候选人也赢得了部分席位。在桑兹的死后，英国政府匆忙颁布《1981年人民代表法》（the People Act 1981）想要阻止其他罪犯参选在弗马纳和南蒂龙的二次补选。
在乔·麦克唐纳和马丁·赫尔森死后，在七月部分絕食抗议者家庭参加了一场由天主教牧师丹尼斯·福勒（Denis Faul）神父支持的一个会议。这些家庭對神父傳達了對於缺乏解決方案的擔憂，随后决定与格里·亚当斯（Gerry Adams）会晤。在会议上，福勒神父施压要求亚当斯设法结束这场抗議。亚当斯同意要求爱尔兰共和军领导层对抗議者下达结束絕食抗議的命令。第二天亚当斯與其中六名抗议者會面，简要说明了由英国政府拟议的和解方案，以求结束这场抗議。該六位抗議者拒绝了这个和解方案，深信接受任何未能滿足“五项要求”的条款是对鲍比·桑得斯和其他死者所做牺牲的背叛。
7月31日，Paddy Quinn的母亲坚持医疗干预以拯救儿子的生命，绝食抗议开始瓦解。第二天，凯文·林奇（Kevin Lynch）死亡，紧接着基兰·多尔蒂（Kieran Doherty）死于8月2日，托马斯·麦克尔威（Thomas McElwee）死于8月8日，迈克尔·迪瓦恩（Michael Devine）死于8月20日。迪瓦恩死亡的那一天，桑兹的选举代理人欧文·卡龙（Owen Carron）以多数选票赢得了替補桑得斯議席的弗马纳及南泰隆地区補选，且得票數略高於桑得斯。
9月6日，劳伦斯·麦基翁（Laurence McKeown）一家成为第四个介入的家庭，他们请求医学治疗以挽救他的性命，红衣主教戴利发表声明呼吁共和派囚犯们结束这场绝食抗议。一周后，詹姆斯·普赖尔（James Prior）接替汉弗莱·阿特斯金成为北爱尔兰事务大臣，他会见了囚犯试图结束这场抗议。9月26日，利亚姆·麦克洛斯基（Liam McCloskey）在他的家人声称会在其意识模糊后寻求医疗干预后结束了抗议，很显然其余抗议者的家人同样会介入以挽救绝食者的生命。这场抗议于10月3日下午3点15分宣告结束。3天后，普赖尔宣布对囚犯做出局部的让步，其中包括他们有权始终穿着自己的衣服。五项要求中唯一一项未实现的是“有权不从事监狱劳动”。但由于囚犯后来策划的计划以及1983年的梅兹监狱越狱事件，监狱工厂被关闭，实际上政府准予了五项要求的所有内容，但从未正式承认其政治地位。

### 死于绝食抗议的参与者
1981年夏天有10名绝食者死亡，他们的姓名、所属准军事组织、绝食时间的长短如下：
| 姓名             | 准军事组织       | 故乡       | 开始    | 过世的日期 | 抗议长度（天） |
| ---------------- | ---------------- | ---------- | ------- | ---------- | -------------- |
| 波比·山德士      | 爱尔兰共和军     | 纽敦阿比   | 3月1日  | 5月5日     | 66天           |
| Francis Hughes   | 爱尔兰共和军     | Bellaghy   | 3月15日 | 5月12日    | 59天           |
| Raymond McCreesh | 爱尔兰共和军     | Camlough   | 3月22日 | 5月21日    | 61天           |
| Patsy O’Hara     | 爱尔兰国民解放军 | 德里       | 3月22日 | 5月21日    | 61天           |
| Joe McDonnell    | 爱尔兰共和军     | 贝尔法斯特 | 5月8日  | 7月8日     | 61天           |
| Martin Hurson    | 爱尔兰共和军     | Cappagh    | 5月28日 | 7月13日    | 46天           |
| Kevin Lynch      | 爱尔兰国民解放军 | Dungiven   | 5月23日 | 8月1日     | 71天           |
| Kieran Doherty   | 爱尔兰共和军     | 贝尔法斯特 | 5月22日 | 8月2日     | 73天           |
| Thomas McElwee   | 爱尔兰共和军     | Bellaghy   | 6月8日  | 8月8日     | 62天           |
| Michael Devine   | 爱尔兰国民解放军 | 德里       | 6月22日 | 8月22日    | 60天           |

最初的病理报告记录了绝食者的死亡原因为“自愿性饥饿所致”，后经死者家属抗议修改为简单的“饥饿”。验尸官将验尸结果记录为“饥饿，自愿性”。

### 其他绝食抗议的参与者
尽管有10人在绝食抗议的过程中死去，另有13人又开始拒食，但这13人最终都退出了抗议，主要是由于医疗原因，以及家人的介入。当中的很多成員至今仍受到絕食所造成的影响，存在消化、视觉、身体及神经等方面的问题。
| 姓名               | 准军事化组织     | 绝食开始     | 绝食结束     | 绝食时间（天） | 结束的原因                     |
| ------------------ | ---------------- | ------------ | ------------ | -------------- | ------------------------------ |
| Brendan McLaughlin | 爱尔兰共和军     | 14 May       | 26 May       | 13             | 穿孔性溃疡和内出血             |
| Paddy Quinn        | 爱尔兰共和军     | 15 June      | 31 July      | 47             | 家人干预                       |
| Laurence McKeown   | 爱尔兰共和军     | 29 June      | 6 September  | 70             | 家人干预                       |
| Pat McGeown        | 爱尔兰共和军     | 9 July       | 20 August    | 42             | 家人干预                       |
| Matt Devlin        | 爱尔兰共和军     | 14 July      | 4 September  | 52             | 家人干预                       |
| Liam McCloskey     | 爱尔兰国民解放军 | 3 August     | 26 September | 55             | 其家人表示，若其昏迷，则会干预 |
| Patrick Sheehan    | 爱尔兰共和军     | 10 August    | 3 October    | 55             | 绝食结束                       |
| Jackie McMullan    | 爱尔兰共和军     | 17 August    | 3 October    | 48             | 绝食结束                       |
| Bernard Fox        | 爱尔兰共和军     | 24 August    | 24 September | 32             | 罹患梗阻性肾                   |
| Hugh Carville      | 爱尔兰共和军     | 31 August    | 3 October    | 34             | 绝食结束                       |
| John Pickering     | 爱尔兰共和军     | 7 September  | 3 October    | 27             | 绝食结束                       |
| Gerard Hodgkins    | 爱尔兰共和军     | 14 September | 3 October    | 20             | 绝食结束                       |
| James Devine       | 爱尔兰共和军     | 21 September | 3 October    | 13             | 绝食结束                       |

## 影响
英方媒体高度评价撒切尔夫人在这次绝食抗议中所取得的胜利，并在卫报上称“英国政府展现了具有高度决心的强者姿态”。
但是对于撒切尔夫人和英方政府来说，这场胜利付出了高昂的代价。撒切尔夫人成为共和党人眼中的“克伦威尔”式的人物，为他们所憎恨。丹尼·莫里森（Danny Morrison）甚至将她说成“有史以来我们所知的最无耻的恶棍”。
对于英国在这次绝食抗议中所采取的做法，国际社会谴责之声不绝于耳。英国和爱尔兰间外交关系一度紧张。随着1971年的拘禁以及1972年的血腥星期五的发生，爱尔兰共和军招募扩张，进而引发了准军事活动的激增。
在20世纪70年代晚期，爱尔兰曾有过短暂的相对和平时期，但是随之而来暴乱活动高涨。例如在北爱尔兰的社会动乱和位于都柏林的英驻爱尔兰大使馆外发生的暴乱。1981年的绝食抗议中，警方射击了29695发橡皮子弹，造成7人死亡。在1989年，绝食抗议再次上演，这次警方共射击了大致16000发橡皮子弹，造成4人死亡。
爱尔兰共和军在接下来的7个月中继续武装抗议，造成13名警察，8名士兵，5名北爱尔兰防卫团成员以及5名无辜平民丧生。在北爱尔兰问题“最血腥的”七个月中，共有61人丧生。三年之后，爱尔兰共和军又制造了布莱顿旅馆爆炸案，试图对撒切尔夫人展开报复行动同时也是对保守党会议的攻击。这次爆炸事件中共有5人丧生，撒切尔夫人幸免于难。
这次绝食抗议促使新芬党走向了选举政治，桑兹的成功当选连同北爱尔兰绝食抗议前的北爱尔兰地区候选人以及爱尔兰共和国下议院的当选促成了阿玛利特步枪和投票箱策略（armalite and ballot box strategy）。格里·亚当斯发表看法说到“他（桑兹）的成功当选揭露了这场绝食抗议背后的谎言：爱尔兰共和军的扩展，整个的共和运动，都是不得民心的。”
因为多赫蒂和阿格钮否定查尔斯豪伊离任Fianna Fáil政府，所以他们的当选，对于爱尔兰共和国来讲，政治意义无可否认。在1982年，新芬党在北爱尔兰大选中获5票席位，在1983年格利亚当斯在英国大选中获1票席位。鉴于在绝食抗议中所奠定的政治基础，新芬党在接下的20年稳足政坛，成为现北爱尔兰最大的国家党，在北爱尔兰议会的90席位中占据27席位。